# Helltaker
『Helltaker』（ヘルテイカー）は、2020年5月11日にSteamで公開されたポーランドのパズルゲーム。

## ストーリー
とある男がある夜、不思議な夢を見た。内容は自分が悪魔の少女たちでハーレムを作るというものだった。目が覚めると彼は、地獄が危険な場所であることを承知しつつ、地獄に行ってみたいという思いを原動力に、地獄に向かった。

## 操作
本作は『倉庫番』と近似したプレイングとなっている。岩や敵などがいる道を通り、ゴールを目指す。
パズルが解けない場合、そのパズルをスキップし、キャラクターの会話シーンだけを見ることができる。
各チャプターは「パズルパート」と「悪魔との会話パート」から構成されており、パズルパートをクリア(またはスキップ)後、会話パートで出される2択の選択肢で正しい方を選ぶとチャプタークリア。間違った選択肢を選ぶとバッドエンドとなり、直前のパズルパートからやり直しとなる(例外としてどちらの選択肢を選んでもOKのチャプターもある)。またチャプター9の後半のみ、攻撃を避けて対象物を破壊するアクション要素の強いゲームがあり、ここだけはスキップ不可である。

## 制作
『Daystone』の作者として知られる、ポーランドのゲームデベロッパーであるVanRipperことウカシュ・ピスコシュ（Łukasz Piskorz）が、本作のアートディレクションとプログラミングを行っている。ピスコシュによると、本作の主人公は『Leisure Suit Larry』を連想させるようなキャラクター性が設定されている。
本作のインストールは無料で行うことができ、別途アートブックと作中に登場するパンケーキのレシピが有料で販売されている。
本作は英語版のみが提供されているが、ピスコシュは有志翻訳者向けにテキストファイルを公開し、有志による多言語版Mod制作を後押しした。そのため、ドイツ語版とロシア語版、日本語版が早期にリリースされることとなった。
2021年に1周年アップデートにて本作の続編となるチャプターが新たに追加された。日本語版は同年5月12日にModが公開されている。

## 登場人物
ヘルテイカー
本作の主人公。夢の啓示に従い、ハーレムを作るために地獄に降り立った男性。サングラスをかけており、筋肉質な体をしている。「ヘルテイカー」とは地獄から悪魔たちを連れ帰ったことに付けられた通り名であり、本名その他素性は一切不明。
悪魔たちとの交渉が決裂すると、一方的に殺害されることが多い。特技はパンケーキ作り。
大いなる蠅のベルゼブブ
本作の語り部。ヘルテイカーに対しナレーターとして語りかける悪魔で、彼を夢で唆して地獄に突撃させた張本人。蝿の女王と呼ばれており、異形の蝿の姿をしているが、「正装」として人間に近い姿で現れることもある。
困憊悪魔のパンデモニカ
チャプター1に登場する悪魔。地獄窓口担当の受付嬢であり、二つ名の通り常に疲れきっている。物腰は柔らく、眼鏡をかけておりコーヒーを好んでいるが、コーヒーを飲むとサディスティックな本性が露わになる。
好色悪魔のモデウス
チャプター2に登場する悪魔。恋愛に関して興味津々であり非常に積極的。その探求に際して物騒な手段を使うことがあるが、実は恋愛に関しては初心。
三つ子悪魔のケルベロス
チャプター3に登場する悪魔。ケルベロスの名前の通り3体で1体。犬のような耳を生やしており、非常に無邪気。
毒舌悪魔のマリーナ
チャプター4に登場する悪魔。ズドラーダの妹。ゲームオタクであり、そのことを常に姉にからかわれている。スラヴ系の特徴が反映されており、ウォッカを好むヘビードランカー。
性悪悪魔のズドラーダ
チャプター5に登場する悪魔。マリーナの姉。こちらはヘビースモーカーであり、常に煙草を片手に大量の煙をふかしている。暗い性格が嫌いなようで、妹をからかっており姉妹仲は非常に険悪。
探求天使のアザゼル
チャプター6に登場する、作中唯一の天使。悪魔の研究のために天界から派遣され、地獄での実地調査を行っている。軍人のような口調で、レポートを書く作業に追われている。
激ヤバ悪魔のジャスティス
チャプター7に登場する悪魔。砕けた性格で、とある事情のため常にサングラスをかけている。ジャッジメントの先輩であると同時に、ベルゼブブとは因縁がある。
地獄CEOのルシファー
チャプター8に登場する悪魔。地獄を統べる女王であり最高責任者。両脇に従者を従えて現れ、威厳溢れる不遜な態度をとるが、誰も言葉を聞いてくれないなど情けない一面もある。パンケーキが好物。
最高検事総長ジャッジメント
チャプター9に登場する悪魔で本作の最終ボス。地獄の最高検事総長を務める。司法の独立を主張し、ルシファーの命令も無視して業人の裁きを行う。トンファー付きガントレットを両腕に装備している。
科学悪魔のロアマスター
新チャプターに登場する悪魔の科学者。赤いゴーグルを装着しており、白衣の下は黒を主体としたスーツ姿となっている。身体の各所がサイボーグ化されているかのような風体で描かれているのが特徴。

## 評価
2020年5月12日までに、412件のレビュー中96%で好意的な反応を受け、「非常に好評」の評価を得た。5月19日までには、「圧倒的に好評」となった
CBRのリー・ルッソは、悪魔の少女たちのデザインと表現力の豊かさを称賛した。